# Longeron de voilure
Pour un article plus général, voir Longeron (aéronautique).
 (octobre 2024).

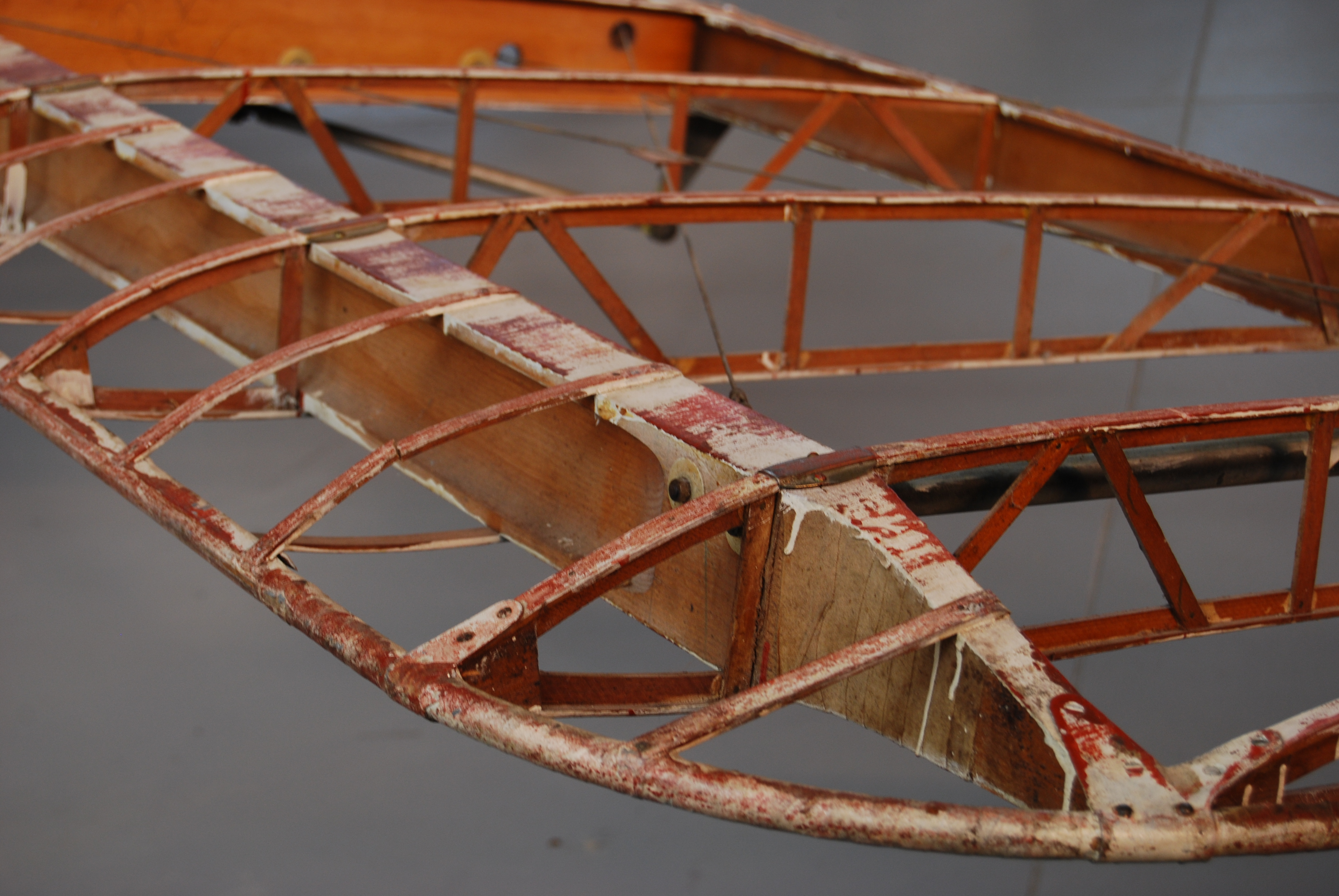
Longeron principal d'un de Havilland DH.60 Moth

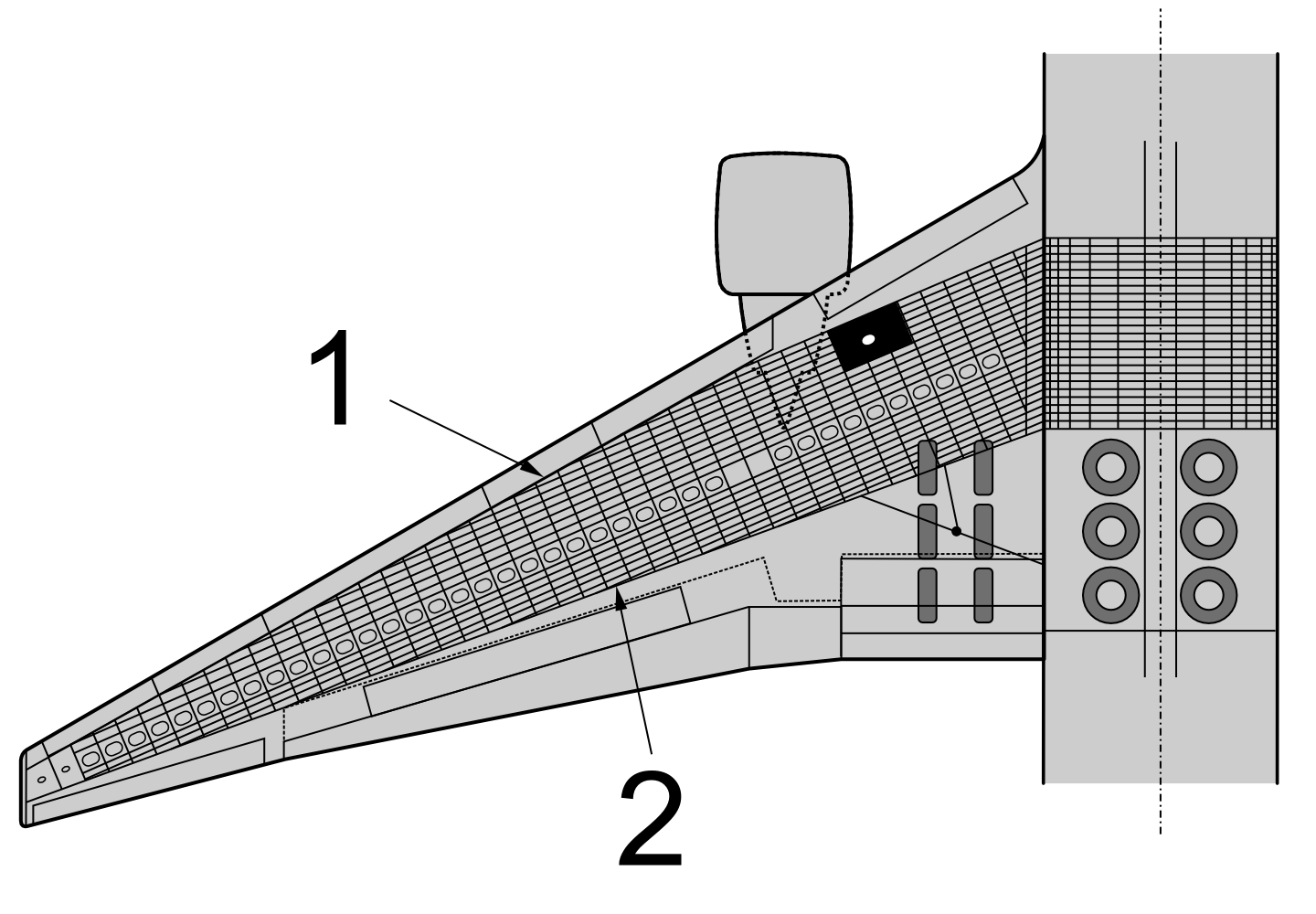
Longerons dans un B-777.

Dans un aéronef à voilure fixe, le longeron de voilure est souvent l'élément structurel principal de l'aile, s'étendant dans le sens de l'envergure à angle droit (ou à peu près en fonction de l'angle de flèche de l'aile) par rapport au fuselage. Le longeron supporte les charges structurelles de vol et le poids des ailes au sol.
D'autres éléments structuraux et de formage tels que des nervures peuvent être attachés au ou aux longerons, la construction à revêtement travaillant (en anglais : stressed skin) participant également à la reprise des charges là où il est utilisé.
Il peut y avoir plus d'un longeron dans une aile ou pas du tout. Cependant, lorsqu'un seul longeron supporte la majeure partie de la force, il est appelé longeron principal.
Les longerons sont également utilisés dans d'autres surfaces de profil aérodynamique d'aéronef telles que les plans horizontaux et la dérive et remplissent une fonction similaire, bien que les charges transmises puissent être différentes de celles d'un longeron d'aile.
La combinaison de longerons de voilure avant et arrière et les revêtements d'aile supérieur et inférieur forment un « caisson » : le caisson de voilure.

## Charges
Le longeron d'aile fournit la majorité du support de poids et de l'intégrité de la charge dynamique des monoplans en porte-à-faux, souvent couplés à la résistance du caisson de voilure. Ces deux composants structurels assurent la rigidité de l'aile. Les biplans utilisant des haubans porteurs (en) ont une grande partie des charges transmise par les câbles et les entretoises, ce qui permet d'utiliser des longerons de section plus petite et donc plus légers au prix d'une augmentation de la traînée.
Certaines des forces agissant sur un longeron d'aile sont :
- Charges de flexion vers le haut résultant de la force de portance de l'aile qui supporte le fuselage en vol. Ces forces sont souvent compensées en transportant du carburant dans les ailes ou en aménageant les réservoirs de carburant dans le bout des ailes; le Cessna 310 est un exemple de cette caractéristique de conception.
- Charges de flexion vers le bas à l'arrêt au sol en raison du poids de la structure, du carburant transporté dans les ailes et des moteurs montés sur les ailes, le cas échéant.
- Charges de traînée dépendant de la vitesse et de l'inertie.
- Charges d'inertie en déplacement au sol.
- Charges de torsion dans le sens de la corde (moment statique en corde) dues aux effets aérodynamiques à des vitesses anémométriques élevées souvent associées au vrillage et à l'utilisation d'ailerons entraînant une inversion des commandes (en). D'autres charges de torsion sont induites par les changements de paramètres de poussée des moteurs montés sous les ailes[3]. La construction en caisson réduit la torsion de l'aile.

Beaucoup de ces charges sont inversées brusquement en vol avec un avion tel que l'Extra 300 lors de manœuvres acrobatiques extrêmes : les longerons de ces avions sont conçus pour tolérer de grands facteurs de charge.

## Matériaux et fabrication

### Construction en bois

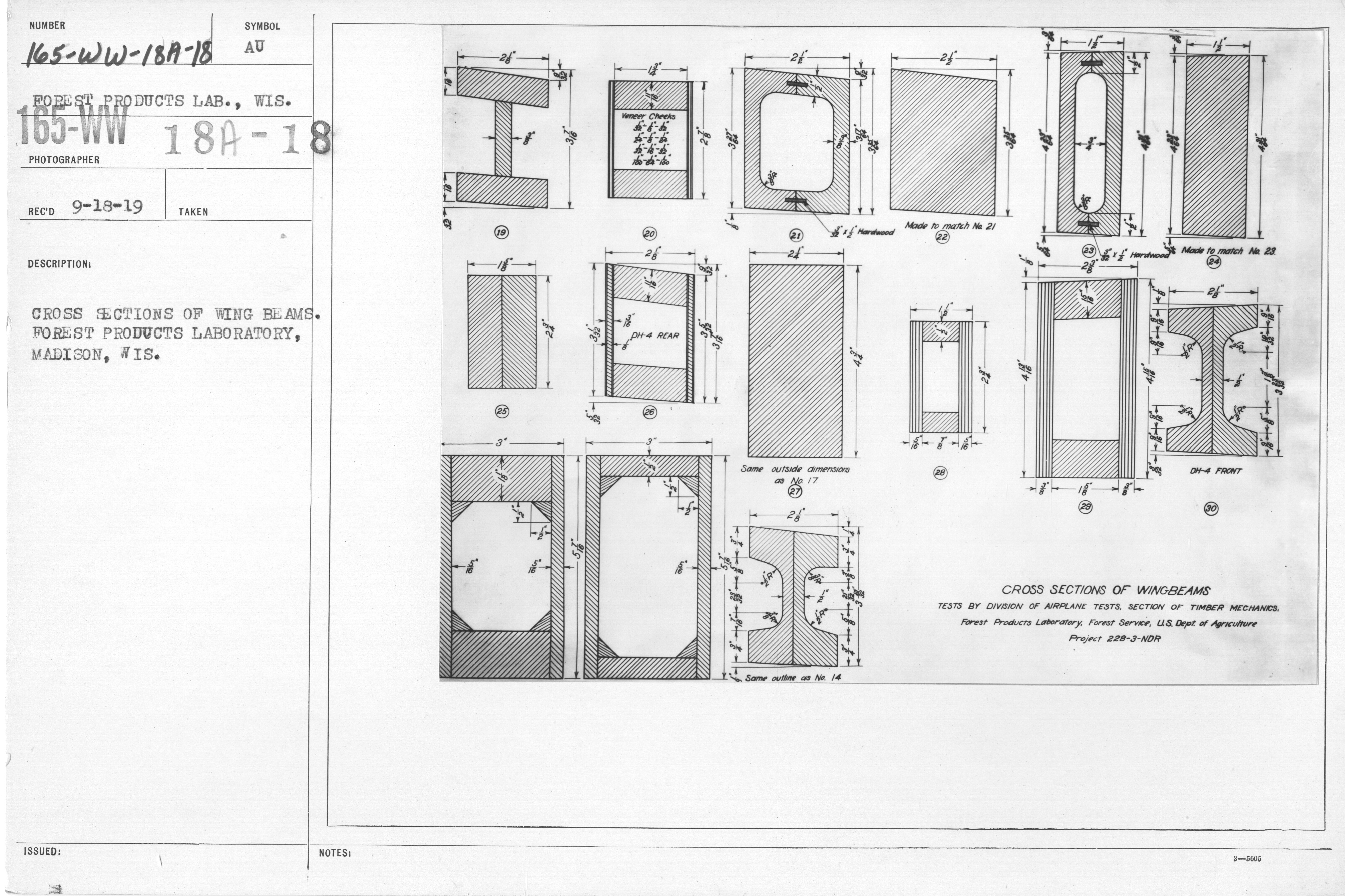
Coupes transversales des longerons de voilure, Forest Products Laboratory, Madison, Wisconsin.

Les premiers avions utilisaient des longerons souvent taillés dans de l'épicéa massif ou du frêne. Plusieurs types de longerons en bois ont été utilisés, tels que des longerons en forme de caisson ; et des longerons stratifiés posés dans un gabarit et collés par compression pour former le dièdre de l'aile. Les longerons en bois sont encore utilisés dans les avions légers tels que le Robin DR400 et ses équivalents. Un inconvénient du bois est la vulnérabilité aux conditions atmosphériques, à la fois sèches et humides, et aux menaces biologiques telles que l'infestation d'insectes xylophages et les attaques fongiques : des inspections régulières sont souvent obligatoires pour maintenir la navigabilité.
Les longerons en plusieurs pièces se composent généralement d'éléments supérieurs et inférieurs, appelés semelles de longeron (en anglais : spar caps, aîle), et d'éléments appelés âme de cisaillement (en anglais : shear webs, ou plus simplement webs,) reliant les semelles.
Même à l'époque moderne, les répliques d'avions de fabrication artisanale telles que les répliques de Spitfire utilisent des longerons en bois laminé. Ces longerons sont généralement laminés à partir d'épicéa ou de douglas (par serrage et collage).

### Longerons métalliques

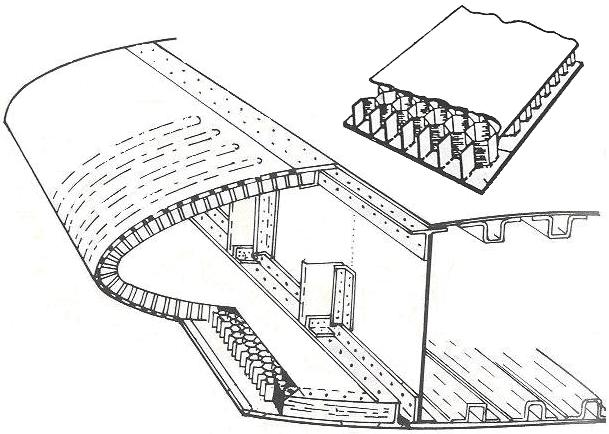
Aile de base à éparpillement métallique utilisant un bord d'attaque en forme de caisson en «D» à structure de nid d'abeille.

Un longeron métallique typique dans un avion d'aviation générale se compose généralement d'une âme de longeron en tôle d'aluminium, avec des semelles de longeron en forme de « L» ou de « T » soudés ou rivetés en haut et en bas de la feuille pour éviter le flambage sous les charges appliquées. Les gros aéronefs utilisant cette méthode peuvent avoir les semelles de longeron scellés pour fournir des réservoirs de carburant intégrés. La fatigue des longerons d'aile en métal a été un facteur causal identifié dans des accidents d'aviation, en particulier dans les avions plus anciens, comme ce fut le cas avec le vol 101 d'Ocean Airways de Chalk.

### Longerons métalliques tubulaires
Le sesquiplane d'attaque au sol du fuselage blindé allemand Junkers JI de 1917 utilisait un réseau multi-tubes conçu par Hugo Junkers, constitué de plusieurs longerons tubulaires, placés juste sous le revêtement d'aile en duralumin ondulé, et avec chaque longeron tubulaire connecté au longeron adjacent par un cadre spatial de bandes de duralumin triangulées - généralement à la manière d'une disposition en treillis Warren - rivetées sur les longerons, ce qui a entraîné une augmentation substantielle de la résistance structurelle à une époque où la plupart des autres modèles d'avions étaient presque entièrement construits avec des ailes à structure de bois. Le format de conception de l'aile — entièrement métallique recouverte de carton ondulé / longeron d'aile tubulaire multiple — du Junkers a été imité après la Première Guerre mondiale par le concepteur aéronautique américain William Bushnell Stout (en) pour sa série d'avions de ligne Ford Trimotor des années 1920, et par le concepteur aérospatial russe Andrei Tupolev pour des avions tels que son Tupolev ANT-2 (en) de 1922, de taille supérieure au gigantesque Maksim Gorki de 1934.
Un aspect de la conception de l'aile Supermarine Spitfire qui a grandement contribué à son succès était une conception innovante de semelle de longeron, composée de cinq tubes concentriques carrés qui s'emboîtaient les uns dans les autres. Deux de ces semelles étaient reliées par une âme en alliage, créant un longeron principal léger et très solide.
Une version de cette méthode de construction est également utilisée dans le BD-5, qui a été conçu et construit par Jim Bede (en) au début des années 1970. Le longeron utilisé dans le BD-5 et les projets BD ultérieurs était principalement un tube en aluminium d'environ 2 pouces (5,08 cm) de diamètre, et lié à l'emplanture de l'aile avec un tube en aluminium de diamètre interne beaucoup plus grand pour assurer l'intégrité structurelle de l'aile.

### Construction géodésique
Dans des avions tels que le Vickers Wellington, une structure de longeron d'aile géodésique a été utilisée, qui avait les avantages d'être légère et capable de résister à de lourds dommages de combat avec seulement une perte partielle de force.

### Construction composite
De nombreux avions modernes utilisent de la fibre de carbone et du Kevlar dans leur construction, allant des gros avions de ligne aux petits avions de construction artisanale. À noter les développements réalisés par Scaled Composites et les fabricants de planeurs allemands Schempp-Hirth et Schleicher . Ces entreprises ont initialement utilisé des longerons en fibre de verre solide dans leurs conceptions, mais utilisent maintenant souvent de la fibre de carbone dans leurs planeurs hautes performances tels que l'ASG 29. L'augmentation de la résistance et la réduction du poids par rapport aux avions en fibre de verre antérieurs permettent de transporter une plus grande quantité de leste d'eau (en).

### Construction multi-longerons
Les aéronefs utilisant trois longerons ou plus sont considérés comme des aéronefs à longerons multiples. L'utilisation de plusieurs longerons permet une résistance globale équivalente de l'aile, mais avec plusieurs longerons plus petits, qui à leur tour permettent une structure d'aile ou de queue plus mince (au prix d'une complexité accrue et de la difficulté d'emballer des équipements supplémentaires tels que des réservoirs de carburant, des canons, vérins d'ailerons, etc.). Bien que les ailes à plusieurs longerons soient utilisées depuis au moins les années 1930 (par exemple, le Curtiss P-40 de la Seconde Guerre mondiale avait trois longerons par aile), elles ont gagné en popularité lorsque la vitesse croissante des chasseurs à réaction a exigé des ailes plus minces pour le vol à grande vitesse. Le Mach 2 F-104 Starfighter utilisait de nombreux longerons minces pour permettre une aile de section inhabituellement mince ; le F-16 Fighting Falcon utilise une construction similaire. D'autres avions comme le F-4 Phantom, le F-15 Eagle et d'autres utilisent trois longerons ou plus pour donner une résistance suffisante dans une aile relativement mince, et sont donc qualifiés d'avions à plusieurs longerons.

## Faux longerons
Les faux longerons (en anglais : false spars), comme les longerons principaux, sont des éléments structurels porteurs s'étendant dans le sens de l'envergure mais qui ne sont pas reliés au fuselage. Leur fonction la plus courante est de porter des surfaces mobiles, principalement des ailerons.